# Áreas protegidas de Nepal

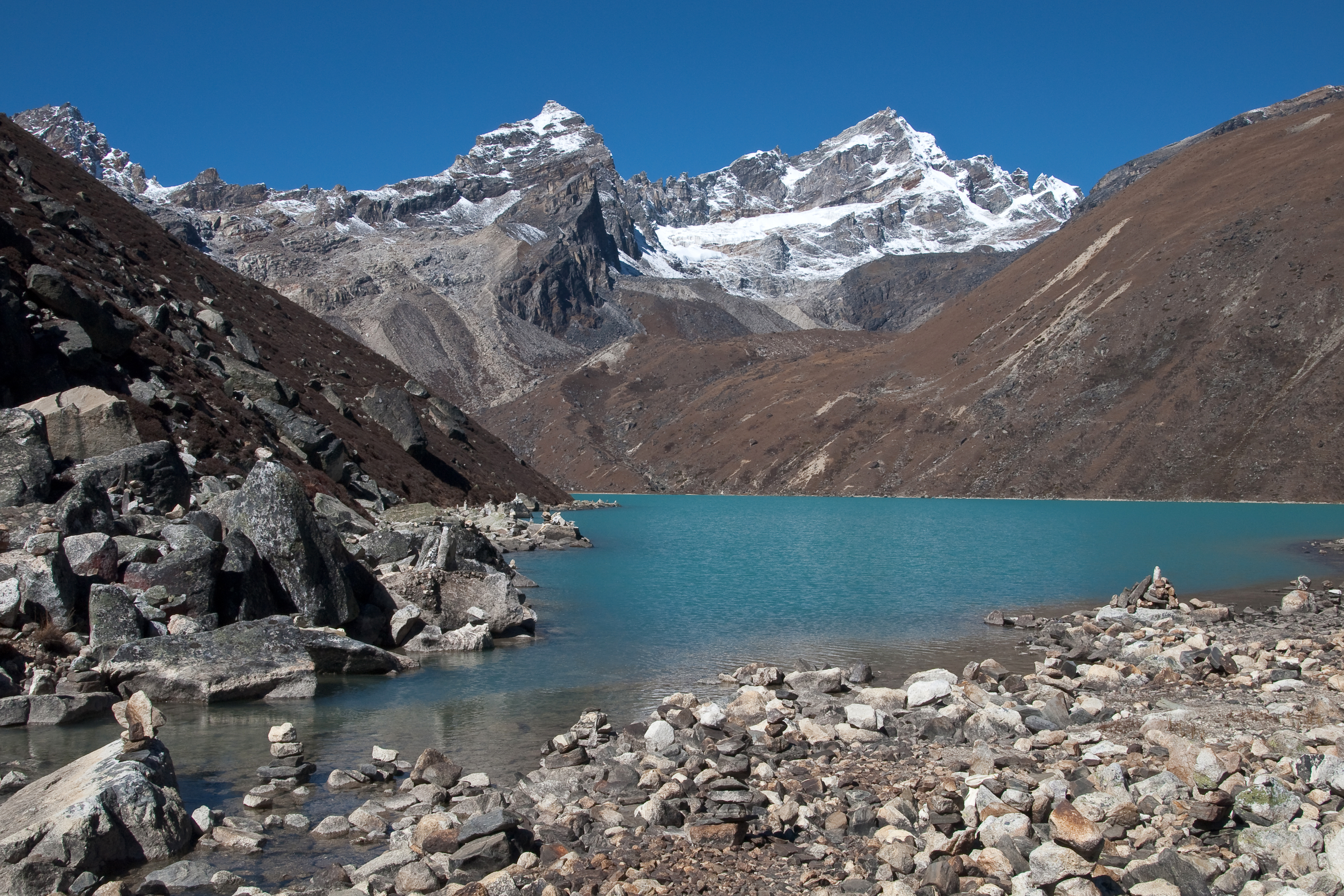
Uno de los lagos Gokyo, entre 4.700 y 5.000 m, que son sitio Ramsar.

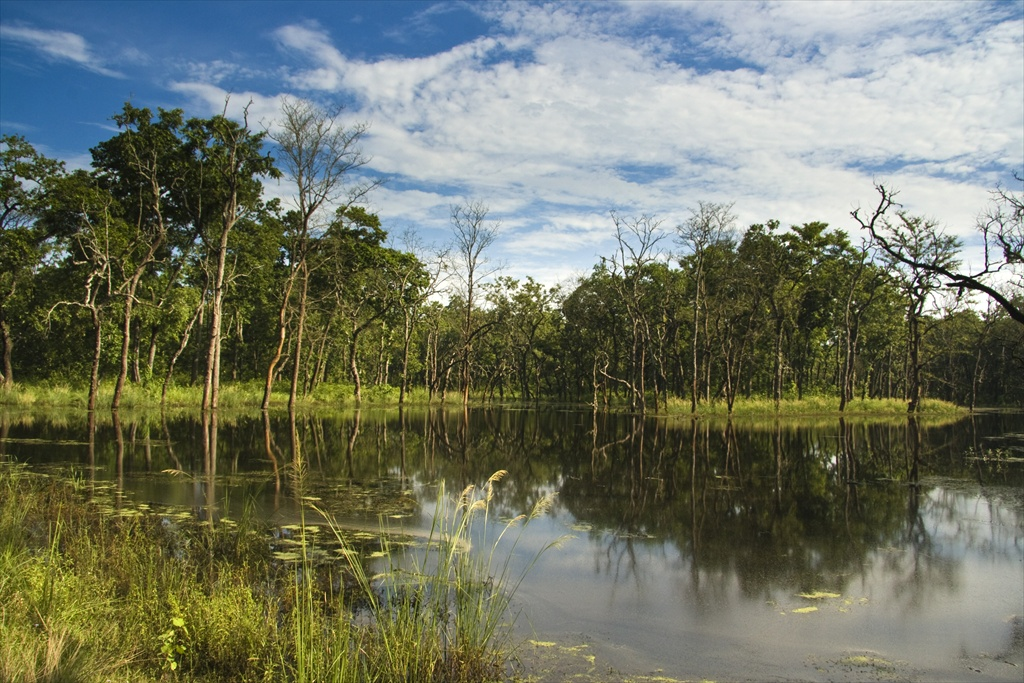
Uno de los lagos Bishazari en el Parque nacional de Royal Chitwan

En Nepal hay 49 áreas protegidas que suman un total de 34.900 km², aproximadamente el 23,6 por ciento del territorio. De estas, 10 son parques nacionales, 1 es una reserva de caza, 11 son áreas de conservación, 3 son reservas de vida salvaje, 3 son zona colchón de las reservas de vida salvaje y 9 son zona colchón de los parques nacionales. Asimismo, 2 son sitios patrimonio de la humanidad y 10 son sitios Ramsar.

## Parques nacionales
- Parque nacional de Banke, 550 km²
- Parque nacional de Bardiya, 968 km²
- Parque nacional de Khaptad, 225 km²
- Parque nacional de Langtang, 1.710 km²
- Parque nacional de Makalu Barun, 1.500 km²
- Parque nacional de Rara, 106 km²
- Parque nacional de Royal Chitwan, 932 km². Patrimonio de la Humanidad.
- Parque nacional de Sagarmatha, 1148 km². Patrimonio de la Humanidad.
- Parque nacional de Shey Phoksundo, 3.555 km²
- Parque nacional de Shivapuri Nagarjun, 159 km²
- Parque nacional Shuklaphanta, 305 km²

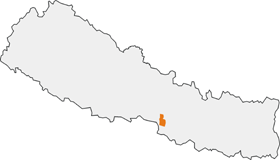
Parque nacional de Parsa en el Nepal

- Parque nacional de Parsa, 627,39 km². Antigua reserva natural convertida en parque nacional en 2017, en la región de Terai, en el llamado Inner Terai o terai interior, una serie de valles alargados en las montañas bajas del sur de Nepal, en la ecorregión pradera y sabana de Terai-Duar. Es adyacente al Parque nacional de Royal Chitwan, al oeste y, junto con el Parque nacional Valmiki, al otro lado de la frontera, en la India, y zonas adyacentes, forman una zona protegida conocida como Unidad de conservación de tigres (Tiger Conservation Unit o TCU), La unidad Chitwan-Parsa-Valmiki cubre un área de 3549 km² de praderas aluviales y bosque caduco neblinoso subtropical. La vegetación típica es el bosque tropical y subtropical con predominio de Shorea robusta o sal, un árbol de crecimiento lento o medio que puede alcanzar 35 m de altura. El pino chir crece en las montañas de Siwalik, y la acacia catechu, el sisu y la ceiba común crecen a lo largo de los ríos. En conjunto hay unas 919 especies vegetales. Entre los mamíferos, hay un centenar de gaúres, una especie de búfalo conocido como seladang o bisonte de la India, y una veintena de tigres de bengala.[2]

## Reservas naturales

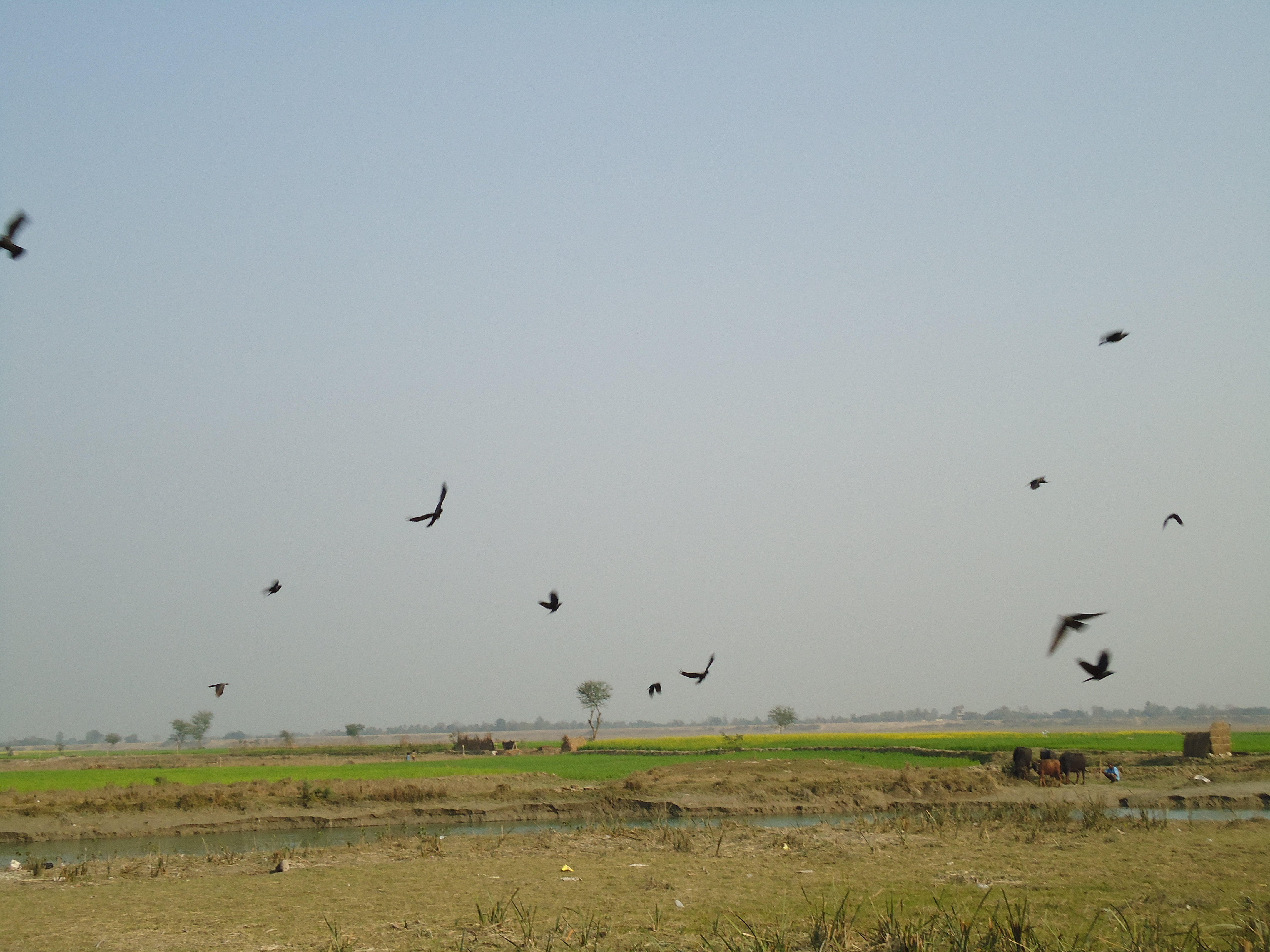
Reserva natural de Koshi Tappu

- Reserva natural de Koshi Tappu, 175 km². En las llanuras del río Sapta Koshi (Saptakoshi), uno de los tres tributarios principales del Ganges, en el Terai, el cinturón de pantanos, sabanas y bosques que recorren India, Nepal y Bután, a unos 80 m de altitud. Desde 1987, ambas riberas del río son sitio Ramsar, y existe una zona tampón o buffer de 173 km² desde 2007. En esta zona, el verano (febrero a mayo) es seco y cálido, hasta 40.oC. El monzón dura de finales de mayo a septiembre. En la frontera con India, en el sudeste de Nepal, se construyó en 1962 el embalse de Koshi. El paisaje es de herbazales altos y bosques de ribera de karira y sisu. En las planicies viven el ciervo dorado, el ciervo moteado o chital, el jabalí, el nilgó o toro azul, el gaur y la nutria lisa. Hay más de 400 especies de aves, de las que más de 100 son acuáticas, unas 200 especies de peces, 24 de reptiles y 11 de anfibios. Entre las especies amenazadas, el búfalo de agua salvaje, el delfín del Ganges, el francolín palustre, la prinia de Burnes, el sisón bengalí, la tarabilla de Hodgson y la yerbera estriada. Junto al embalse, en la reserva, hay una zona de importancia para las aves de BirdLife.[3]

## Áreas de conservación

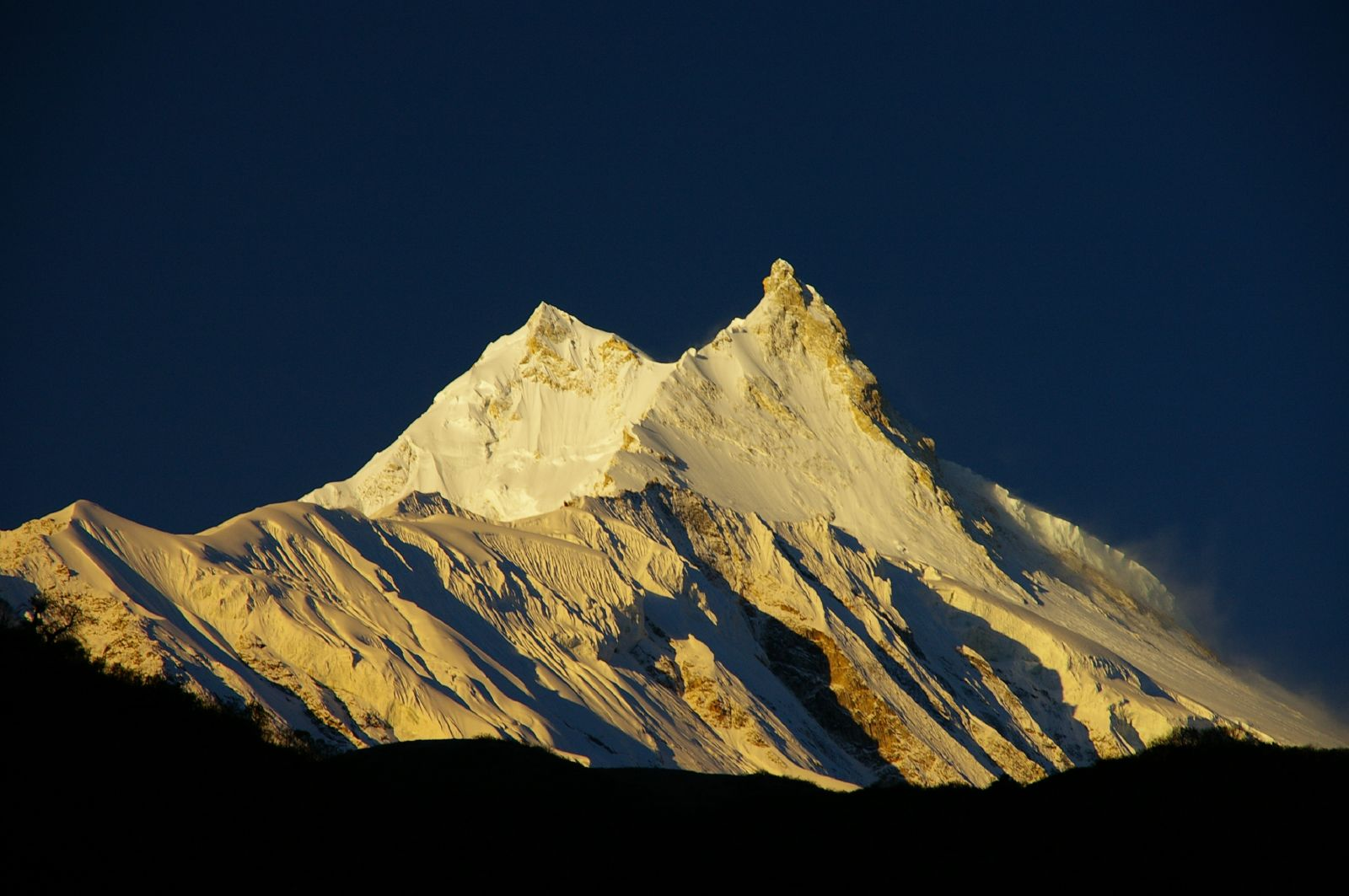
Manaslu

- Área de conservación del Annapurna, 7.629 km²
- Área de conservación Kanchenjunga, 2.035 km²

- Área de conservación del Manaslu, 1.663 km². En la sierra Mansiri Himal o macizo Gurkha, con tres cumbres entre las más altas de la tierra, el Manaslu, de 8156 m, el Himalchuli de 7893 m, y el Ngadi Chuli, de 7871 m. La zona protegida empieza a 1000 m de altura. Hasta 2000 m, el clima es subtropical, con temperaturas que van de los 8.oC en invierno a los 34.oC en verano. A partir de 3000 m, la nieve se mantiene seis meses al año, el clima ártico empieza a 4500 m y por encima de 5000 m las nieves son permanentes. La media de precipitación es de 1900 mm anuales, con monzones entre junio y septiembre que aportan las tres cuartas partes de la precipitación. En la zona hay leopardo de las nieves, ciervo almizclero y tar del Himalaya, hasta 33 especies de mamíferos, 110 especies de aves y de 1500 a 2000 especies de plantas.[4]

- Área de conservación de Ghodaghodi Tal, 100 km²
- Área de conservación de Api Nampa, 1.903 km²
- Área de conservación de Gaurishankar, 2.179 km²
- Área de conservación de Phulchoki, 150 km²
- Área de conservación de Bara, 200 km²
- Área de conservación de Krishnasar, 16,95 km²
- Área de conservación de Thodung, 54 km²
- Área de conservación de Tambedanda, 2 km²

## Reservas de caza
- Reserva de caza de Dhorpatan, 1.325 km². En el macizo del Dhaulagiri, que culmina a 8167 m, al oeste de Nepal. La reserva se extiende desde los 3000 hasta los 7000 m, la línea de árboles acaba a 4000 m, en una zona llana de prados conocidos localmente como patanes, donde pastan herbívoros de caza como el baral o carnero azul (en 2007 había 872 ejemplares) y otros herbívoros. La reserva está dividida en ocho bloques de caza diferentes. Entre febrero y octubre la zona se usa para pastoreo, con unos 80.000 ejemplares de ganado. Por debajo de 4000 m hay abeto, pino, rododendro, abedules, enebros y piceas. Otros animales son el leopardo, el goral, el seraus, el tar del Himalaya, el oso negro del Himalaya, el muntíaco, el jabalí, el macaco Rhesusl el langur y la liebre. Entre las especies amenazadas, el faisán chir, el lobo y el panda rojo.[5]

## Zonas colchón
- Zona buffer de Parsa, 298 km², rodea la Reserva natural de Parsa.
- Zoa buffer de Koshi Tappu, 173 km², rodea la Reserva natural de Koshi Tappu.
- Zona buffer de Suklaphanta, 243 km², rodea la Reserva natural de Suklaphanta.

## Sitios Ramsar

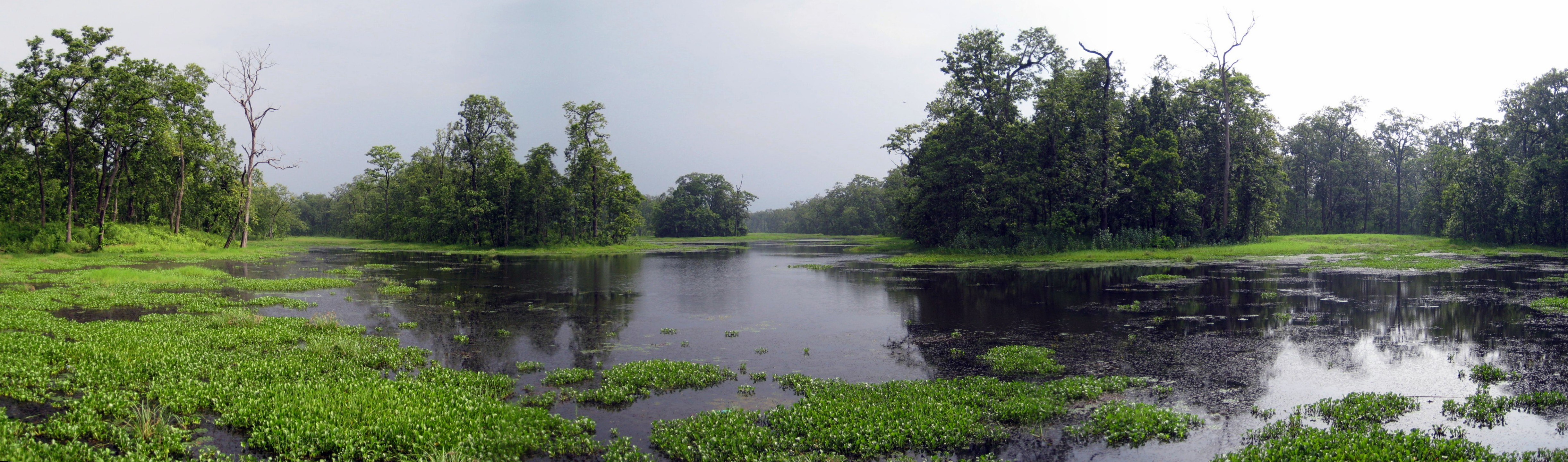
Uno de los lagos de Bishazar, en la zona colchón del Parque nacional Chitwan

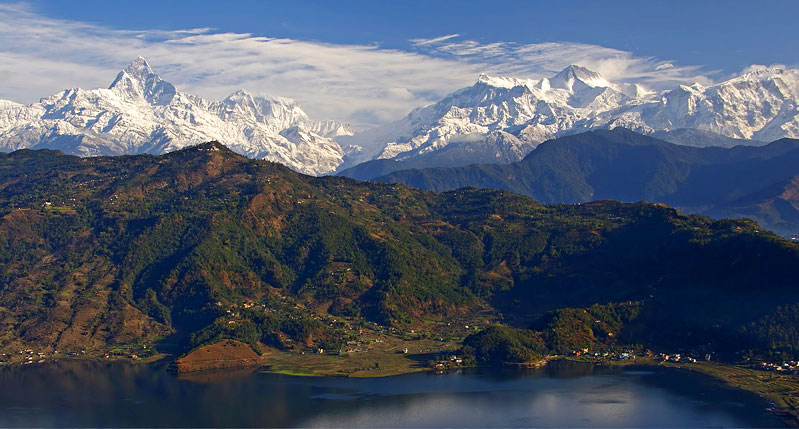
Vista del macizo de Annapurna con el lago Phewa en la parte inferior.

En Nepal hay 10 sitios Ramsar designados como humedales de importancia internacional, que cubren un total de 60.561 ha.
- Lagos Bishazar Tal, 3.200 ha, 27°37′N, 084°26′E. En la zona colchón del Parque nacional Chitwan, un sistema de lagos de meandro en el centro de Nepal, entre la cordillera Mahabharat al norte y la de Siwalik, al sur. Es un humedal boscoso refugio de especies como el buitre dorsiblanco bengalí, el tigre, el rinoceronte indio, el gavial, la nutria lisa, el oso bezudo, el cocodrilo de las marismas, el marabú menor, el porrón pardo y el pigargo de Pallas. En la zona viven unas 100.000 personas que practican la agricultura y la pesca.[8]

- Ghodaghodi Tal, 2.563 ha, 28°41′N, 080°57′E. Largo y estrecho lago de meandro rodeado por bosques caducos en las laderas bajas de la cordillera de Siwalik, paralela al Himalaya y al oeste de Nepal. Tiene 13 lagos y lagunas asociados, y alguna corriente separada por montículos. Sirve de corredor entre las tierras bajas y altas de la sierra, con animales como las tortugas Batagur kachuga y Batagur dhongoka, el tigre, la nutria lisa y la  europea, el ciervo de Duvaucel, el marabú menor y el cocodrilo de las marismas. El lago es un lugar sagrado, consagrado a la deidad Ghodaghodi de los indígenas tharu.[9] El loto sagrado forma parte de los rituales.[10]

- Lagos Gokyo, 7.770 ha, 27°57′N 086°42′E
- Lago Gosaikunda, 1.030 ha, 28°05′N 085°25′E

- Embalse de Jagadishpur, 225 ha, 27°35′N 083°05′E. Construido en los años 1970 sobre el lago Jakhira con fines de irrigación de unas 6.000 ha, alimentado por el lago Banganga en las colinas de Churia, en el centro-sur del país. Rodeado de tierras cultivadas y otros lagos más pequeños, conserva plantas como la Rauwolfia serpentina, el Potamogeton lucens y el loto sagrado, y aves como la grulla sarus.[11][12]

- Lagos del valle de Pokhara, 26.206 ha, 28°12′N 83°59′E. Conjunto de nueve lagos en la zona de colinas de Nepal, junto a la ciudad de Pokhara. El más grande es el lago Phewa, bajo el monte Macchapucchre, seguido del lago Begnas. Especies de aves migratorias en peligro como el porrón de Baer y el buitre de pico largo, y mamíferos como la pantera nebulosa y el pangolín indio en una zona muy lluviosa.

- Mai Pokhari, 90 ha,  27°00′N 087°56′E. Al este del país, laguna al sur del monte Kanchenjunga (8.586 m). En un ecosistema con dominio de roble y laurel, es hábitat de orquídeas epífitas y especies protegidas como el buitre dorsiblanco bengalí, el gato de Bengala y la nutria europea, además de agámidos escamosos endémicos como Japalura variegata. Lugar de confluencia del budismo, el hinduismo y el animismo mundhum.[13]

- Koshi Tappu, 17.500 ha, 26°39′N 086°59′E. Al sudeste del país, parte de la Reserva natural de Koshi Tappu.[14] Es una sección del río Sapta Kosi, con llanuras de inundación, humedales, cañizales y pantanos de agua dulce. Hay panteras y aves como el ibis cabecinegro y el pigargo europeo.

- Lago Rara, 1.583 ha, 29°30′N 82°05′E

- Lago Phoksundo, 494 ha,  29°12′N 82°57′E

## BirdLife International
BirdLife International reconoce 27 IBAs (Important Bird & Biodiversity Areas), áreas de importancia para las aves en Nepal, que engloban 26.516 km² y un total de 822 especies de aves, de las que 24 son especies amenazadas. También hay 4 EBAs (Endemic Bird Areas), áreas de aves endémicas.

### Áreas de aves endémicas (EBAs)
- Llanuras de Assam (Bangladés, India, Nepal), 126.000 km², entre 0 y 1.000 m. Especies: perdicilla de Manipur, picoloro pechinegro y tordina palustre.[16]
- Himalaya central (Nepal), 56.000 km², entre 1.500 y 3.300 m. Especies:  Pnoepyga immaculata, turdoide nepalés y actinodura nepalesa.[17]
- Himalaya oriental (Bangladés, Bután, China, India, Birmania, Nepal), 220.0000 km², entre 300 y 4.000 m. 22 especies.[18]
- Himalaya occidental (Afganistán, India, Nepal, Pakistán), 130.000 km², entre 1500 y 3600 m. 11 especies.[19]